# Liste des sénateurs des États-Unis pour la Virginie
La Virginie est attachée aux États-Unis depuis le 25 juin 1788. Cette page dresse la liste des deux sénateurs qui représentent l'État au Congrès fédéral à partir de cette date.

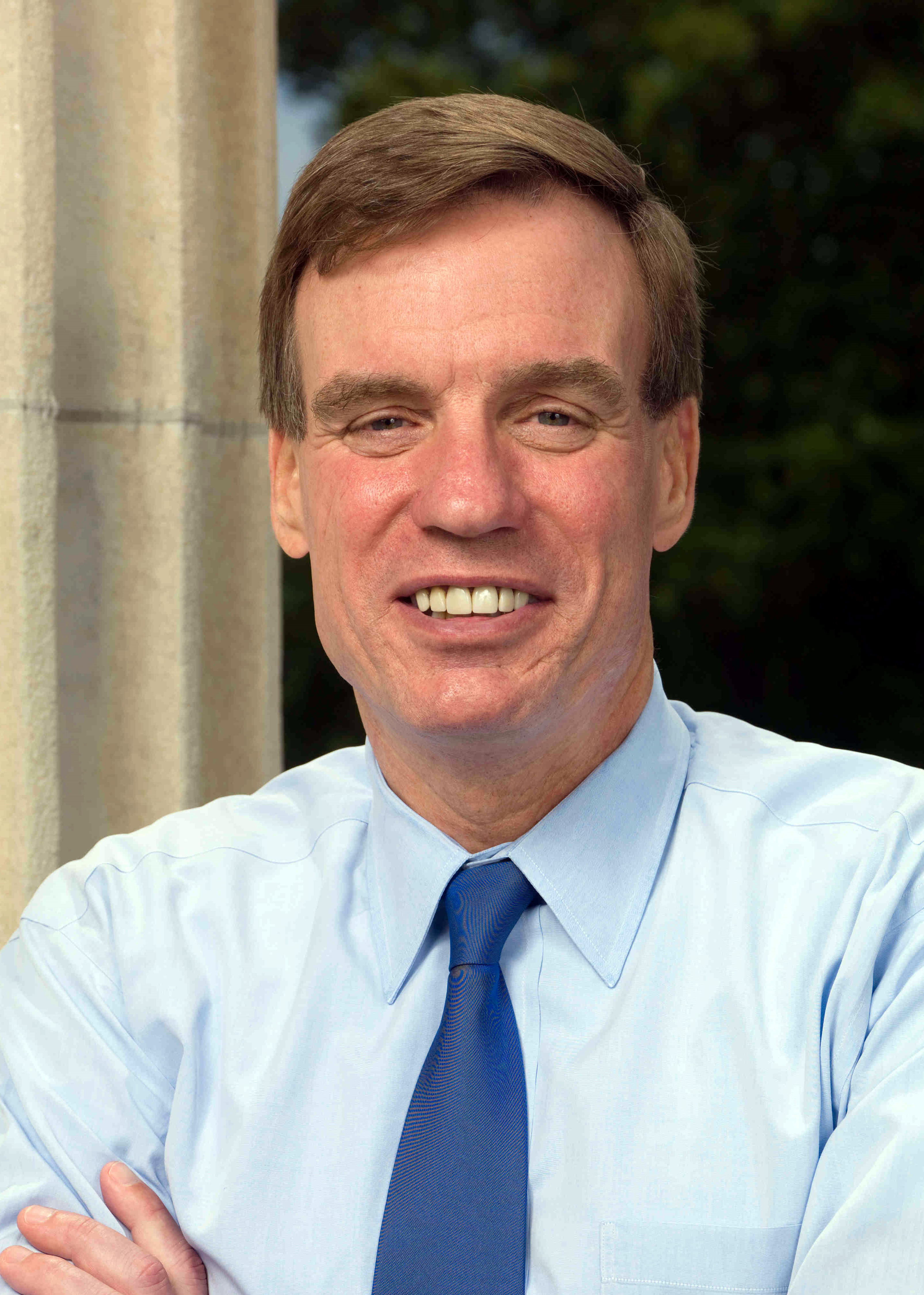
Mark Warner, sénateur senior démocrate de l'État.
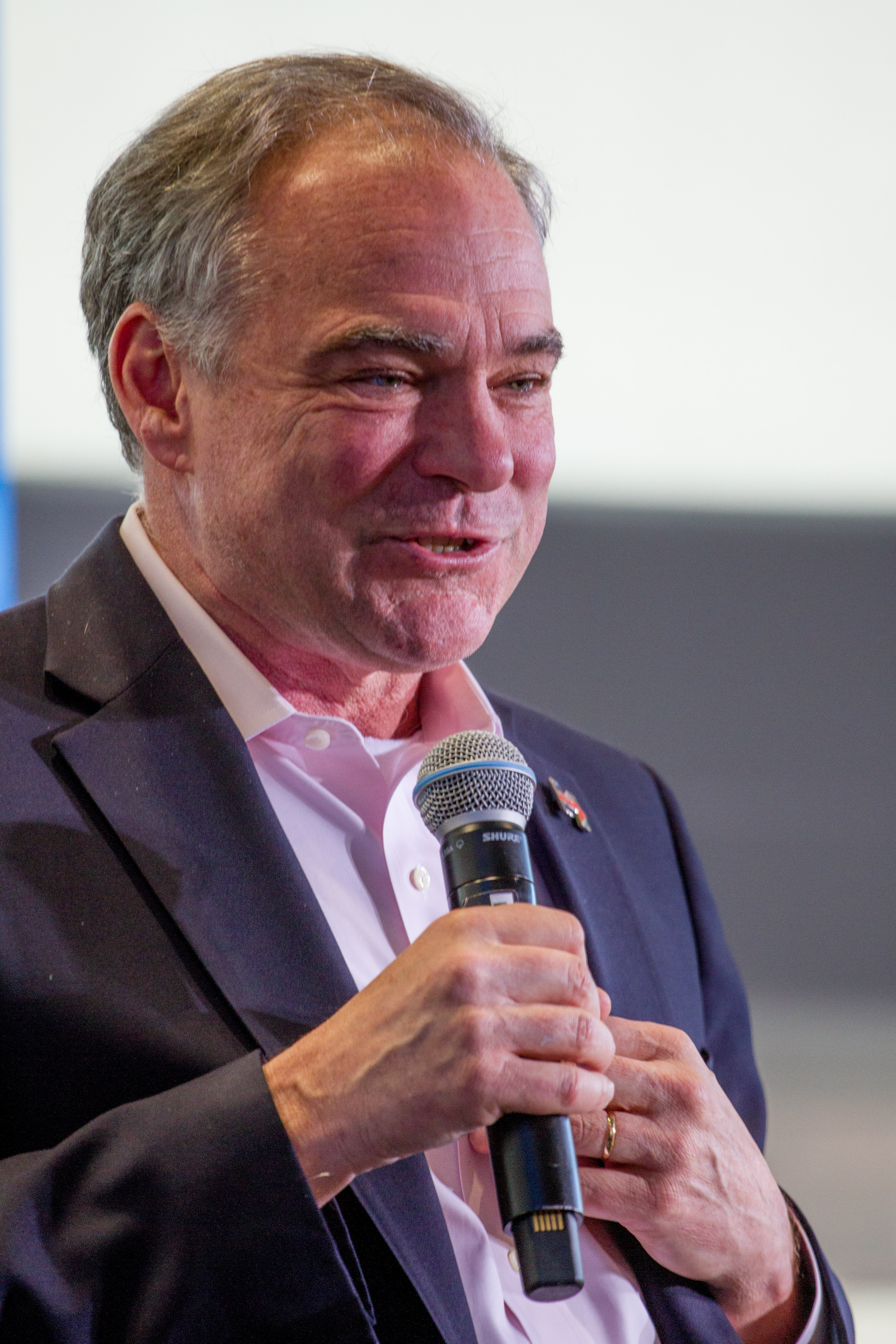
Tim Kaine, sénateur junior de l'État, également démocrate.

## Sénateurs
- 1834-1846 Richard E. Parker (D)
- 1837-1845 William C. Rives (D puis W)
- 1839-1841 William H. Roane (RD puis D)
- 1841-1847 William S. Archer (RD)
- 1845-1847 Isaac S. Pennybacker (D)
- 1847-1861 James M. Mason (D)
- 1847-1861 Robert M. T. Hunter (D)
- 1861-1863 Waitman T. Willey (U)
- 1863-1865 Lemuel J. Bowden (U)
- 1861-1865 John S. Carlile (U)
- 1869-1875 John F. Lewis (R)
- 1869-1883 John W. Johnston (D)
- 1875-1881 Robert E. Withers (D)
- 1881-1887 William Mahone (R)
- 1883-1889 Harrison H. Riddleberger (RP)
- 1889-1891 John S. Barbour, Jr. (D)
- 1891-1895 Eppa Hunton (D)
- 1895-1909 John W. Daniel (D)
- 1895-1919 Thomas S. Martin (D)
- 1911-1933 Claude A. Swanson (D)
- 1921-1945 Carter Glass (D)
- 1933-1965 Harry F. Byrd, Sr. (D)
- 1945-1947 Thomas G. Burch (D)
- 1947-1965 A. Willis Robertson (D)
- 1967-1973 William B. Spong, Jr. (D)
- 1973-1981 William L. Scott (R)
- 1965-1983 Harry F. Byrd, Jr. (I)
- 1983-1989 Paul S. Trible, Jr. (R)
- 1979-2009 John Warner (R)
- 1989-2001 Chuck Robb (D)
- 2001-2007 George Allen, Jr. (R)
- 2007-2013 Jim Webb (D)
- Depuis 2009 Mark Warner (D)
- Depuis 2013 Tim Kaine (D)

Légende : D pour démocrate, R pour républicain, RD pour républicain-démocrate, W pour whig, U pour unioniste, RP pour Readjuster Party et I pour indépendant.